# ラサルテ＝オリア
ラサルテ＝オリア(Lasarte-Oria)は、スペイン・バスク州ギプスコア県のムニシピオ（基礎自治体）。ドノスティアルデアの構成自治体のひとつであり、サン・セバスティアン都市圏に含まれている。

## 地理
ラサルテとオリアという2つの文化的中心地があったことから、ラサルテ＝オリアという複合名が正式名称となっている。ギプスコア県の県都ドノスティア＝サン・セバスティアンの南西8.5kmの距離にあり、南のスマラガやトローサから流れるオリア川が小盆地を形成している。オリア川はラサルテ＝オリア付近で西に向きを変え、サラウツの近くでビスケー湾に注いでいる。バスク鉄道が運行するメトロ・ドノスティアルデアの起点となっており、ラサルテ＝オリア駅からドノスティア＝サン・セバスティアンの中心駅であるアマラ駅までは4区間である。
地区
- ラサルテ – 12,868人
- オリア – 1,036人
- アチョバカル – 1,433人
- ラレコエチェ – 756人
- オスタラン – 1,931人
- 合計 – 18,024人（2013年）

## 歴史
1936年に発生したスペイン内戦はラサルテにも及び、同年9月4日、フランシス・フランコ率いるナショナリスト派がラサルテ一体を制圧した。

## 文化
1993年に開館したマヌエル・レクオナ文化施設には500人収容のホール、展示場、公共図書館、会議室、バル、ダンスホール、講堂などがあり、年間を通じて演劇、ダンス、映画、コンサート、会議、展示会などが行われている。
ラサルテ＝オリアにはマルティン・ベラサテギがオーナーシェフを務める「ベラサテギ」がある。「ベラサテギ」は2001年に初めてミシュランガイド（レッドミシュラン）の3つ星を獲得し、2008年と2011年にはレストラン誌の「世界のベスト・レストラン50」で29位となった。

## スポーツ
伝統的なスポーツとして競馬がある。サン・セバスティアン競馬場はラサルテ＝オリアのラサルテ地区にあることからラサルテ競馬場とも呼ばれる。クロスカントリーも長い伝統を持ち、近隣では毎年10月の最終日曜日にサン・セバスティアン国際クロスカントリーが開催されている。1920年代から1930年代にはラサルテ・サーキットで、サン・セバスティアンGP、ヨーロッパGP、スペインGPが開催された。またラサルテ＝オリアには、1910年から1969年まで王立サン・セバスティアン・ゴルフクラブがあった。

## 政治

### 議会
| ラサルテ＝オリア議会選挙結果       | ラサルテ＝オリア議会選挙結果 | ラサルテ＝オリア議会選挙結果 | ラサルテ＝オリア議会選挙結果 | ラサルテ＝オリア議会選挙結果 |
| 政党                               | 2011年自治体選挙             | 2011年自治体選挙             | 2007年自治体選挙             | 2007年自治体選挙             |
| 政党                               | 得票率                       | 議席                         | 得票率                       | 議席                         |
| ---------------------------------- | ---------------------------- | ---------------------------- | ---------------------------- | ---------------------------- |
| バスク社会党 (PSE-EE)              | 35,02%                       | 7                            | 39,85%                       | 8                            |
| ビルドゥ                           | 24,12%                       | 5                            | -                            | -                            |
| バスク民族主義党 (EAJ-PNV)         | 12,14%                       | 2                            | 10,25%                       | 2                            |
| ラサルテ＝オリア市民組織 (PCLO)    | 10,90%                       | 2                            | 9,5%                         | 1                            |
| 国民党 (PP)                        | 8,73%                        | 1                            | 8,22%                        | 1                            |
| Hamaikabat (H1!)                   | 3,32%                        | 0                            | -                            | -                            |
| バスク統一左翼                     | 2,21%                        | 0                            | -                            | -                            |
| アララール                         | 1,69%                        | 0                            | -                            | -                            |
| バスク国民行動 (EAE-ANV)           | -                            | -                            | 17,01%                       | 3                            |
| バスク統一左翼/アララール (EB-B/A) | -                            | -                            | 8,14%                        | 1                            |
| バスク連帯 (EA)                    | -                            | -                            | 5,65%                        | 1                            |

### 首長
| 任期      | 首長名                                                       | 政党     |
| --------- | ------------------------------------------------------------ | -------- |
| 1979–1983 | 独立した自治体ではなかった                                   |          |
| 1983–1987 | Ana Mª Urchueguía Asensio (86-87)                            | PSE-EE   |
| 1987–1991 | Ana Mª Urchueguía Asensio                                    | PSE-EE   |
| 1991–1995 | Ana Mª Urchueguía Asensio                                    | PSE-EE   |
| 1995–1999 | Ana Mª Urchueguía Asensio                                    | PSE-EE   |
| 1999–2003 | Ana Mª Urchueguía Asensio                                    | PSE-EE   |
| 2003–2007 | Ana Mª Urchueguía Asensio                                    | PSE-EE   |
| 2007–2011 | Ana Mª Urchueguía Asensio(07-10) Jesús María Zaballos(10-11) | PSE-EE   |
| 2011–2015 | Pablo Barrio Ramírez                                         | ビルドゥ |
| 2015–2019 | Jesús María Zaballos                                         | PSE-EE   |
| 2019–2023 | n/d                                                          | n/d      |
| 2023–     | n/d                                                          | n/d      |

## 人口
| ラサルテ＝オリアの人口推移 1986－2013                   |
|                                                         |
| 出典:INE（スペイン国立統計局）1900年 - 1991年、1996年 - |

## 出身人物

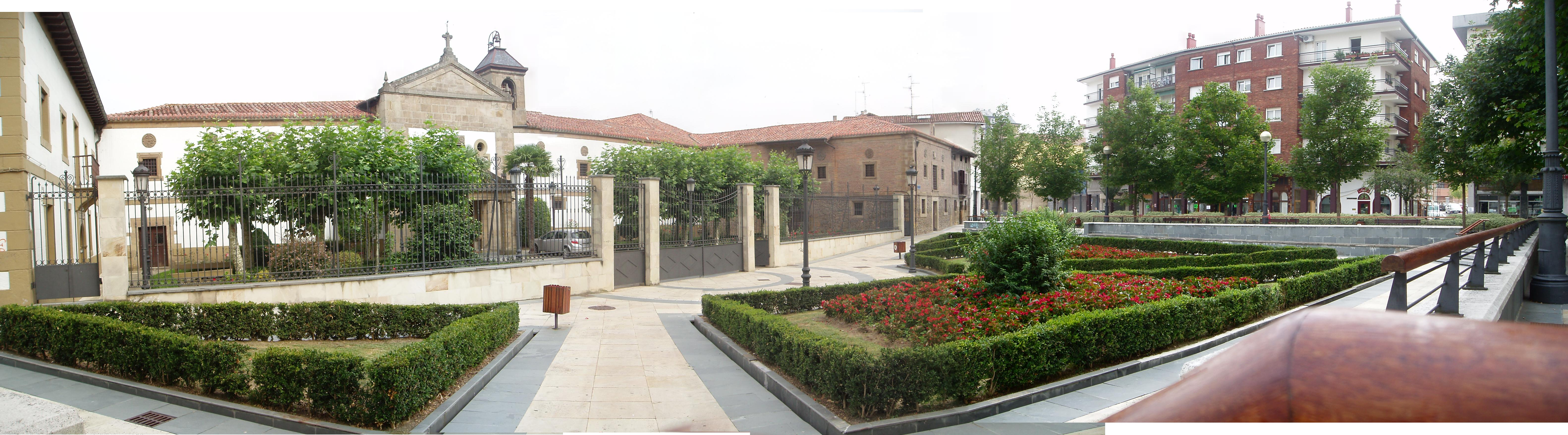
中心部にある広場

- ビクトリオ・ビクーニャ・フェレーロ - 政治家。
- アナ・ウルチュエグイア – 政治家。スペイン上院議員。
- プラシード・ムシカ – 辞書編纂者・バスク語作家。
- アルカイツ・カノ – バスク語作家。
- アントニオ・メルセロ – 映画監督・脚本家。2010年にゴヤ賞功労賞。
- コンチュ・ウスクドゥン – ファッションデザイナー。
- ホセバ・タピア – トリキティシャ（アコーディオンの一種）奏者。
- アンヘレス・デル・インフィエルノ – ヘヴィメタルバンド。
- ホセ・アントニオ・イルレギ – サッカー選手・サッカー指導者。
- フリオ・オライソラ – サッカー選手。レアル・ソシエダでリーグ2回優勝。
- ホン・テセドール – ウエイトリフティング選手。シドニー五輪出場。
- マイアレン・チョロー – カヌー競技選手。ロンドン五輪スラローム銅メダル。

## 公式サイト
- 公式ウェブサイト （バスク語） （スペイン語）